# Monaco (gruppo musicale)
I Monaco sono stati un gruppo musicale britannico, progetto parallelo del bassista dei New Order (e già dei Joy Division) Peter Hook. L'unico altro componente del gruppo è David Potts, col quale Hook in passato aveva già formato il precedente progetto parallelo Revenge.

## Storia
Il gruppo è noto soprattutto per la hit dell'estate 1997, What Do You Want from Me?, la quale divenne famosa anche perché scelta dalla Martini come colonna sonora per un suo spot pubblicitario; l'album nel quale era contenuta, Music for Pleasure, vendette più di mezzo milione di copie.
Il loro successo si deve anche alla mancanza di attività dei New Order nella seconda metà degli anni 1990; il sound dei Monaco, infatti, grazie soprattutto all'uso inconfondibile del basso di Hook e al timbro di voce di Potts, simile a quello di Bernard Sumner, andava a colmare il vuoto che la band inglese aveva lasciato nel panorama musicale di quegli anni.
Il gruppo si è sciolto ufficialmente nel 2001. Tuttavia, a seguito della reunion dei New Order senza Hook, sostituito da Tom Chapman dei Bad Lieutenant (gruppo fondato da Bernard Sumner e Phil Cunningham dopo lo scioglimento dei New Order nel 2007), Hook nel 2010 crea una band chiamata Peter Hook and The Light, con i quali ripropone le canzoni dei Joy Division e dei New Order. Nel luglio 2013, a seguito della dipartita del chitarrista Nat Wason, Potts entra nella band di Hook.

## Formazione
- Peter Hook (basso, tastiere, voce)
- David Potts (voce, chitarra)

## Discografia

### Album registrati in studio
- 1997 - Music for Pleasure
- 2000 - Monaco

### Singoli
- 1997 - What do you want from me?
- 1997 - Sweet lips
- 1997 - Shine
- 2001 - I've got a feeling